# Bussy-lès-Daours
Bussy-lès-Daours település Franciaországban, Somme megyében. Lakosainak száma 383 fő (2022. január 1.). Bussy-lès-Daours Camon, Daours, Lamotte-Brebière és Querrieu községekkel határos.

## Népesség
A település népességének változása:
| Lakosok száma | 347  | 363  | 375  | 381  | 391  | 398  | 408  | 395  | 383  |
|               | 2013 | 2015 | 2016 | 2017 | 2018 | 2019 | 2020 | 2021 | 2022 |